# اللغة القوموقية
اللغة القوموقية (Къумукъ тил) (بالروسية: Кумыкский язык)، إحدى اللغات الرسمية في جمهورية داغستان وهي لغة شعب القوموق الذي يقطن في داغستان وفي شمال الشيشان وكذلك بمنطقة واحدة في شمال أوسيتيا. يبلغ عدد المتحدثين بها إلى حوالي 450-500 ألف نسمة. وهي واحدة من «اللغات الأدبية» الست في داغستان. ينشر بها صحيفة «يولداش» في داغستان.

## الكتابة الكوموكية
استخدمت اللغة القوموقية كلغة أدبية في داغستان والقوقاز لبعض الوقت. وخلال القرن العشرين جرى تغيير نظام كتابة اللغة مرتين: في عام 1929، استبدل بالنص العربي التقليدي (المسمى عجمي) لأول مرة النص اللاتيني، والذي حل محله بعد ذلك النص الكريلي في عام 1938.